# KTorrent
KTorrent – klient sieci BitTorrent napisany w C++ dla środowiska graficznego KDE i wykorzystujący biblioteki Qt. Ma wszystkie ważniejsze funkcje typowego klienta BitTorrent oraz wiele innych, dostępnych poprzez wtyczki. Program jest dostępny w zestawie aplikacji Extragear projektu KDE.

## Możliwości
- Kolejkowanie torrentów
- Ograniczenie prędkości globalne i na torrenta
- Podgląd pewnych rodzajów plików, wbudowany odtwarzacz filmów i dźwięku
- Import częściowo lub w pełni pobranych plików
- Priorytety dla wieloplikowych torrentów
- Wybiórcze pobieranie dla wieloplikowych torrentów
- Wykopywanie/banowanie uczestników z dodatkowym filtrem IP do celów edycji i wyświetlania
- Obsługa serwera śledzącego UDP
- Obsługa prywatnych serwerów śledzących i torrentów
- Obsługa wymiany uczestników µTorrenta
- Obsługa szyfrowania protokołu (zgodna z Azureus)
- Obsługa tworzenia torrentów bez serwera śledzącego
- Obsługa rozproszonych tablic haszów (DHT, wersja głównoliniowa)
- Obsługa UPnP do przekierowywania portów w LANie z dynamicznie przypisanymi gospodarzami
- Obsługa rozsiewania w sieci
- Obsługa skryptów przez Kross i sterowania międzyprocesowego poprzez interfejs D-Bus
- Integracja z tacką systemową
- Obsługa uwierzytelniania na serwerze śledzącym
- Połączenia przez serwer pośredniczący

Dodatkowo do wbudowanych możliwości, dostępne są także wtyczki.